# Östanvik, Rättviks kommun
Östanvik är en småort i Ore socken i Rättviks kommun, Dalarna.

## Befolkningsutveckling
| Befolkningsutvecklingen i Östanvik 1960–2015  | Befolkningsutvecklingen i Östanvik 1960–2015 | Befolkningsutvecklingen i Östanvik 1960–2015 | Befolkningsutvecklingen i Östanvik 1960–2015 | Befolkningsutvecklingen i Östanvik 1960–2015 |
| --------------------------------------------- | -------------------------------------------- | -------------------------------------------- | -------------------------------------------- | -------------------------------------------- |
|                                               |                                              |                                              |                                              |                                              |
| År                                            |                                              |                                              | Folkmängd                                    | Areal (ha)                                   |
| 1960                                          | 1960                                         |                                              | 352                                          |                                              |
| 1965                                          | 1965                                         |                                              | 306                                          |                                              |
| 1970                                          | 1970                                         |                                              | 267                                          |                                              |
| 1975                                          | 1975                                         |                                              | 208                                          |                                              |
| 1995                                          | 1995                                         |                                              | 121                                          | 140#                                         |
| 2000                                          | 2000                                         |                                              | 128                                          | 139#                                         |
| 2005                                          | 2005                                         |                                              | 95                                           | 139#                                         |
| 2010                                          | 2010                                         |                                              | 111                                          | 132#                                         |
| 2015                                          | 2015                                         |                                              | 103                                          | 136#                                         |
| Anm.: Upphörde som tätort 1980. # Som småort. |                                              |                                              |                                              |                                              |